# Culladia inconspicuellus
Culladia inconspicuellus là một loài bướm đêm trong họ Crambidae.